# Auskerry
Auskerry, terme en vieux norrois signifiant en anglais East Skerry, en français « Récif de l'Est », est une petite île inhabitée d'Écosse appartenant à l'archipel des Orcades et située dans la mer du Nord, dans l'océan Atlantique. Elle possède un phare construit à la pointe sud de l'île.

## Géographie
Auskerry est située à l'est de l'archipel des Orcades, à l'est de Shapinsay et à cinq kilomètres au sud de Stronsay, dans l'ouest de la mer du Nord. L'île est de forme triangulaire et relativement plate, culminant à 18 mètres d'altitude à un promontoire nommé West Hill situé dans le centre ouest de l'île. Un petit lac, le loch de Dinnapow, se situe dans le nord-est de l'île. Les côtes de l'île sont rocheuses, forment des grottes et sont entourées par quelques récifs.
Les seules constructions de l'île sont des murets et des tas de pierre sèche, les ruines d'une chapelle dans le sud-est de l'île et un phare construit à la pointe sud de l'île appelée South Taing.

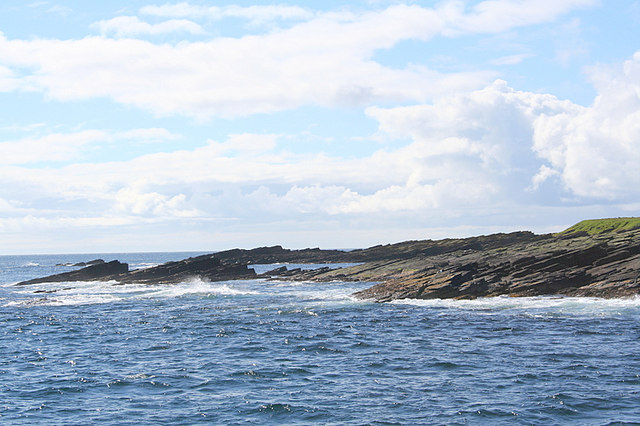
Côte rocheuse à la pointe est d'Auskerry.

## Environnement et protection
La végétation d'Auskerry est composée de prairies et de quelques tourbières dont une était exploitée dans le Sud de l'île. L'île est classée comme zone de protection spéciale car elle constitue un important site de nidification d'oiseaux de mer et notamment de sternes arctiques (780 couples soit 1,8 % de la population du Royaume-Uni) et d'océanites tempêtes (3 600 couples soit 4,2 % de la population du Royaume-Uni).